# Moara Nica
Moara Nica – wieś w Rumunii, w okręgu Suczawa, w gminie Moara. W 2011 roku liczyła 1360 mieszkańców. 